# 拐腳

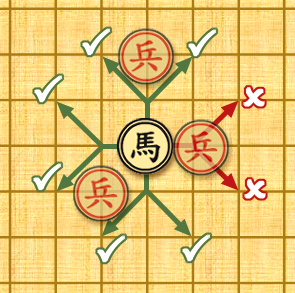
馬的走法和别腳

拐腳，或作别腳（bièjiǎo），是一些象棋中限制棋子移动的方式。
在中國象棋中，馬、傌依「日」字形狀而走至對角線的另一端，若前方有其他棋子時，即無法行動，称为绊马脚；而象、相依「田」字形狀而行至對角線的另一端，而「田」字形狀的中心有棋子的話，即無法行動，称为塞象眼。
朝鮮將棋的象依「用」字形狀而行至對角線的另一端，「用」字中間的「田」字形狀的中心或下角有棋子的話，即無法行動。